# FAT32
FAT32 is een bestandssysteem voor opslagmedia (zoals harde schijven, USB-sticks en solid state drives) met een 32 bits-File Allocation Table dat door Microsoft in 1996 werd ingevoerd met Windows 95 OSR2. FAT32 was daardoor de opvolger van FAT16. FAT32 is ook aanwezig in Windows 98, Windows Me, en in Windows 2000 en later. Het wordt echter niet herkend door Windows NT 4.0 (of ouder).
Het gebruik van FAT32 in Windows is optioneel: alle Windowsversies die FAT32 ondersteunen kunnen ook overweg met FAT16 en sommige zelfs met NTFS. In Windows 95 OSR2 of Windows 98/Me kan er gekozen worden bij het FDISK-gereedschap voor "ondersteuning voor grote schijven" (groter dan 512 MiB). Wanneer deze optie is geactiveerd, wordt er FAT32 gebruikt.
Onder de recente Windowsversies wordt voor hardeschijfvolumes (partities) bijna altijd NTFS gebruikt, maar FAT32 wordt nog altijd veel gebruikt voor verwijderbare media zoals USB-sticks en SD-kaartjes.

## Kenmerken
In de plaats van twee bytes of 16 bits per FAT-ingang (zoals bij FAT16) gebruikt FAT32 vier bytes of 32 bits.
In FAT16 kunnen de clusters genummerd worden van 0 tot 216 − 1. Dit geeft een maximaal aantal van 65.536. In FAT32 daarentegen is dit van 0 tot 232 − 1, een totaal van 4.294.967.296. 
Er zijn dus veel meer clusters, waardoor de clusters kleiner kunnen worden voor hetzelfde volume.
De maximum bestandsgrootte in een FAT32-volume is 4 GB. Dat kan een probleem zijn voor hd-camcorders met SDHC-kaartjes (die vrijwel altijd geformatteerd zijn als FAT32) die af en toe bestanden die groter zijn dan 4 GB moeten wegschrijven. Dit gebeurt als er meer dan ongeveer 49 minuten wordt gefilmd op 720p in H.264/MPEG-4 en meer dan ongeveer 26 minuten op 1080p in H.264/MPEG-4.
- Maximale volumegrootte: 2 TB
- Maximale bestandsgrootte: 4 GB
- Maximaal aantal bestanden op volume: 268.435.437
- Maximaal aantal bestanden in een directory: 65.534

## Voordelen
FAT32 heeft de volgende voordelen tegenover FAT16:
1. FAT32 kan met grotere volumes (max. 2 terabyte) werken dan FAT16 (max. 2 GB).
2. In FAT16 zijn er maar 512 entry's (ingangen) mogelijk in de hoofddirectory. Met lange bestandsnamen die meerdere entry's innemen kan dit al snel problemen geven. Daarom wordt de hoofddirectory in FAT32 opgeslagen zoals een gewone directory, zodat er een onbeperkt aantal entry's in kunnen.
3. FAT32 gebruikt kleinere clusters, zodat er minder speling is. Dit is vooral van belang voor grotere volume. Op een volume van 2 GB is bijvoorbeeld gemakkelijk 200 tot 300 MB te winnen met FAT32 (dat is 10 tot 15 %).
4. De beide FAT-tabellen staan niet meer in het begin van het volume, zodat ze minder gevoelig zijn voor slijtage.

## Rechten
De rechten van de FAT32-indeling liggen bij Microsoft. In 2009 maakte Microsoft bezwaar tegen het gebruik van FAT32 door anderen. Met name TomTom heeft geschikt met Microsoft en zijn systeem aangepast. In Linux wordt soms ook gebruikgemaakt van FAT32. Om problemen te voorkomen is daar in 2009 een oplossing voor bedacht. Het patent van Microsoft beschrijft dat zowel korte als lange bestandsnamen tegelijkertijd gebruikt kunnen worden. In Linux heeft men nu een oplossing bedacht waarbij een bestandsnaam alleen als korte bestandsnaam, of alleen als lange bestandsnaam wordt gebruikt. Op die manier wordt het patent omzeild.

## Compatibiliteit
FAT32 is geheel niet compatibel met vorige versies van DOS of Windows. Dit wil zeggen dat men met vorige versies van DOS een FAT32-volume onmogelijk kan lezen. Omgekeerd kan men met Windows 98 wel FAT16-schijven lezen.
Windows 2000 of XP kunnen FAT32-volumes formatteren tot maximaal 32 GB. Grotere volumes moeten eerst op een ander systeem aangemaakt worden, of opgesplitst worden in meerdere delen, of men moet een programma gebruiken zoals een partition manager.